# Horti Clodiae
De Horti Clodiae (Nederlands:Tuinen van Clodia) was een park in het oude Rome.
Het park lag op de westelijke Tiberoever tegenover het Marsveld. Het was in de 1e eeuw v.Chr. eigendom van Clodia. Cicero kocht de tuinen in 45 v.Chr. van Clodia omdat hij hier er een tempel wilde bouwen voor zijn in 45 v.Chr. overleden dochter Tullia.

## Bron
- L. Richardson, jr, A New Topographical Dictionary of Ancient Rome, Baltimore - London 1992. pp.197 ISBN 0801843006